# 海
Pour les articles homonymes, voir Hǎi.
Hǎi est la transcription en pinyin du sinogramme 海, signifiant mer.
Son caractère Unicode est 6D77.
On le trouve dans :
- Hainan, une province insulaire de Chine ;
- Shanghai, une ville de Chine ;
- 海王星 (Kaiōsei), le nom japonais de la planète Neptune.